# Picea purpurea
Picea purpurea là một loài thực vật hạt trần trong họ Thông. Loài này được Mast. miêu tả khoa học đầu tiên năm 1906.